# Astronomie optique

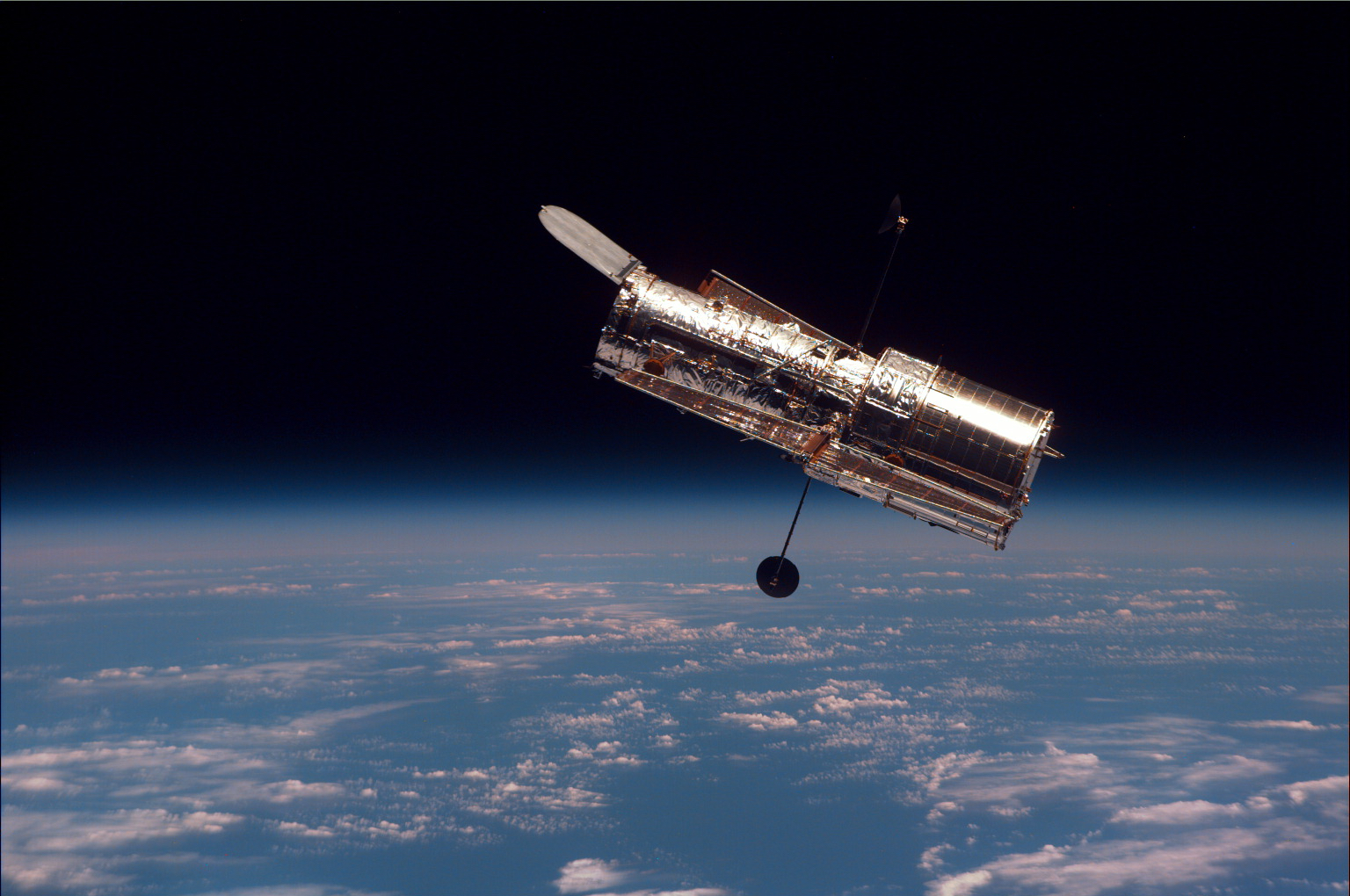
Délivré des contraintes atmosphériques, le télescope spatial Hubble a fourni des images exceptionnelles en lumière visible (entre autres).

D'un point de vue historique, l'astronomie optique, également appelée l'astronomie de la lumière visible, est la plus ancienne forme d'astronomie. À l'origine, les images optiques étaient dessinées à la main. À la fin du XIXe siècle et durant une bonne partie du XXe siècle, les images furent faites en utilisant un équipement photographique. Les images modernes sont produites grâce à des détecteurs numériques, particulièrement les caméras CCD. 

## Débuts

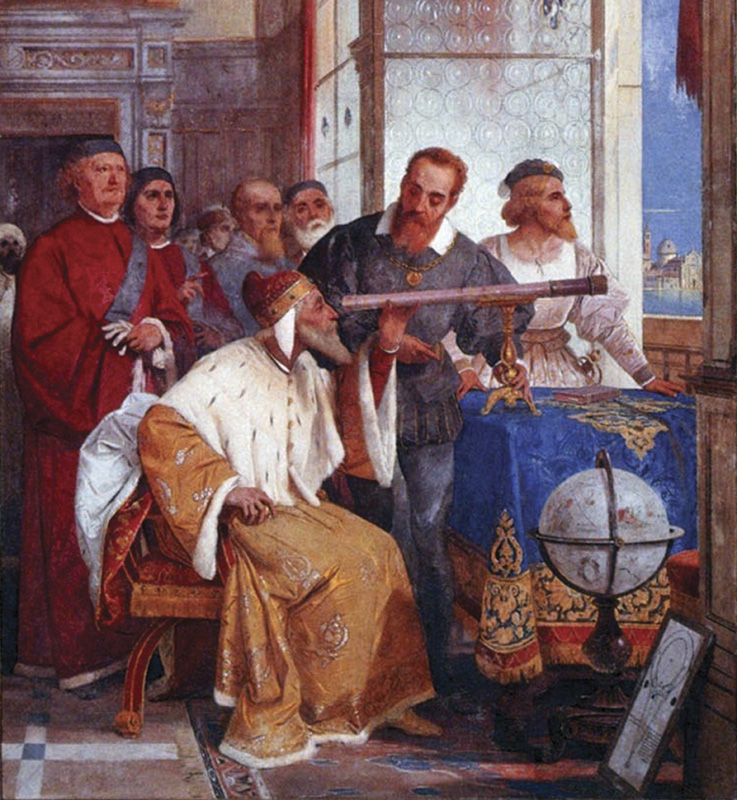
Fresque par Giuseppe Bertini où Galilée présente la lunette astronomique au doge de Venise

En se basant uniquement sur les descriptions incertaines de la première lunette pratique, inventé par Hans Lippershey aux Pays-Bas en 1608, Galilée fabrique, l'année suivante, une lunette avec un grossissement d'environ 3x. Plus tard, il fait des versions améliorées ayant un grossissement jusqu'à environ 30x. Avec une lunette de Galilée, l'observateur pouvait voir des images redressées et agrandies sur Terre, ce qui est communément connu comme un télescope terrestre ou une lunette. Il pouvait aussi l'utiliser pour observer le ciel, car il construisait des télescopes assez bons pour cette fin. Le 25 août 1609, il a présenté une de ses premières lunettes astronomiques, avec un grossissement d'environ 8 ou 9, aux législateurs vénitiens. Ses lunettes sont une source de revenus pour Galileo, les marchands les trouvant utiles à la fois en mer et en tant qu'articles de commerce. Il a publié ses observations astronomiques initiales en mars 1610, dans un petit traité intitulé Sidereus Nuncius (« Messager des étoiles »).

## État de la science
Les images modernes sont produites grâce à des détecteurs numériques, particulièrement les caméras CCD. Bien que la lumière visible s'étende elle-même approximativement de 4000 Å à 7000 Å (400 mm à 700 nm), le même équipement peut être utilisé pour observer les ultraviolets proches ainsi que le proche-infrarouge.
En réalité, l'atmosphère n'est pas tout à fait transparente à la lumière visible. En effet, les images obtenues sur Terre dans ces longueurs d'onde souffrent de distorsions dues aux turbulences atmosphériques. C'est ce phénomène qui est responsable du scintillement des étoiles. Le pouvoir de résolution ainsi que la magnitude limite théoriques d'un télescope terrestre sont donc diminués à cause de ces mêmes perturbations. Pour remédier à ce problème, il est donc nécessaire de quitter l'atmosphère terrestre. Une autre solution, l'optique adaptative, permet également de réduire la perte de qualité de l'image.